# Saulgrub
Saulgrub település Németországban, azon belül Bajorországban. Lakosainak száma 1689 fő (2023. december 31.).

## Népesség
A település népessége az elmúlt években az alábbi módon változott:
| Lakosok száma | 449  | 1171 | 1355 | 1469 | 1622 | 1609 | 1660 | 1642 | 1682 | 1689 |
|               | 1875 | 1950 | 1975 | 1987 | 2012 | 2014 | 2016 | 2017 | 2021 | 2023 |